# Drosera rotundifolia
Drosera rotundifolia là một loài thực vật ăn thịt thuộc chi Gọng vó, họ Droseraceae.

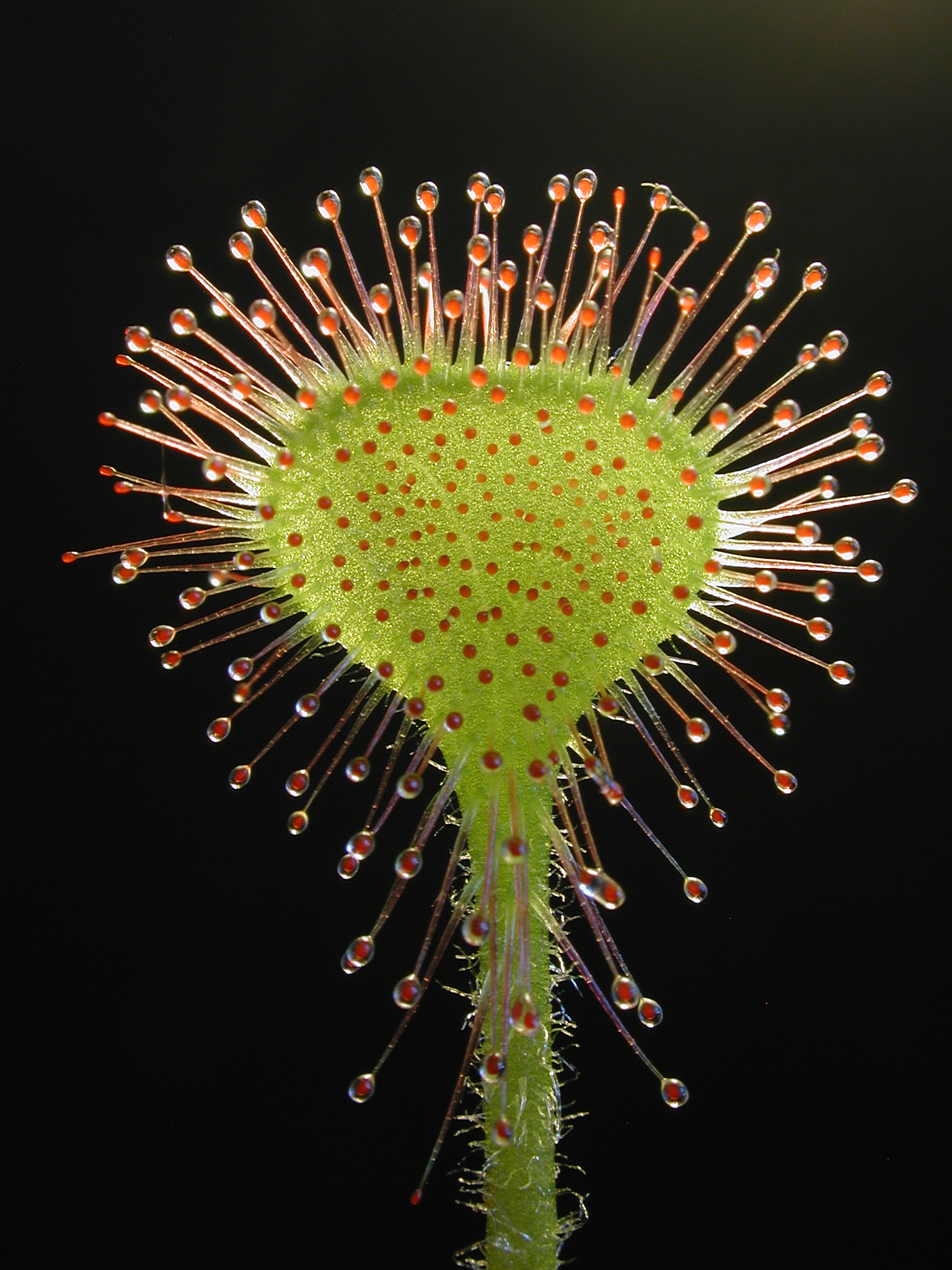
Ảnh chụp cận ảnh một chiếc lá của Drosera rotundifolia

 Loài này thường được tìm thấy trong các đầm lầy. Một trong những loài gọng vó phổ biến nhất, loài này thường phân bố quanh vùng xung quanh Bắc cực, được tìm thấy trong tất cả của Bắc Âu, phần lớn Siberia, phần lớn của miền bắc Bắc Mỹ, Hàn Quốc, Nhật Bản và do đó được tìm thấy trên New Guinea.